# Альден
Альден (нім. Ahlden) — громада в Німеччині, розташована в землі Нижня Саксонія. Входить до складу району Гайдекрайс. Центр об'єднання громад Альден.
Площа — 25,83 км2. Населення становить 1553 ос. (станом на 31 грудня 2021).